# Тырков, Александр Дмитриевич
Александр Дмитриевич Тырков (1799 — 7 (19) ноября 1843) — русский обер-офицер, прапорщик Северского конно-егерского полка, с февраля 1822 года — отставной штабс-капитан. Воспитанник Царскосельского лицея, товарищ Пушкина, владелец имения Апраксин Бор в 18 верстах от Любани в Новгородской губернии.

## Биография
Родился в 1799 году в семье новгородского дворянина, капитана Дмитрия Алексеевича Тыркова (1755—1841). Обучался в частном пансионате протоиерея Камского, а затем, по рекомендации министра юстиции Гавриила Державина был принят в только что открытый Царскосельский лицей.
В лицее Александр Тырков занимал комнату № 32, между комнатами С. Броглио и А. Дельвига. В воспоминаниях современников Александр Тырков «не столько счастлив своими способностями, которые старается заменить прилежанием, однако успехи его посредственны». За особенности телосложения и смугло-бурый цвет лица однокашники шутливо называли своего товарища «Туркус брус кирпичной».
В июне 1817 года Александр Тырков вместе с другими окончил курс Лицея и был выпущен прапорщиком в Северский конно-егерский полк. В мае 1820 года произведён в поручики, а через два года в чине штабс-ротмистра вышел в отставку.
О его дальнейшей жизни неоднократно упоминал в своей переписке с лицеистами директор лицея Е. А. Энгельгардт. Тырков жил в Петербурге, как и Энгельгардт, на Васильевском острове и в его петербургской квартире лицейские друзья не раз отмечали «Лицея день заветный».
Однажды Тырков попросил Энгельгардта нарисовать для него план дома и фасад, а также составить смету. Этот дом он стал строить у себя в имении Апраксин Бор в Новгородской губернии (ныне — в Тосненском муниципальном районе Ленинградской области). Дом остался недостроенным. Заболев психически, он некоторое время жил у брата Алексея, новгородского уездного предводителя дворянства, в селе Вергежа на реке Волхов
Умер 7 (19) ноября 1843 года и был похоронен рядом с отцом на кладбище при церкви Николая Чудотворца в Соснинской пристани.